# Plaza de San José (San Juan, Puerto Rico)

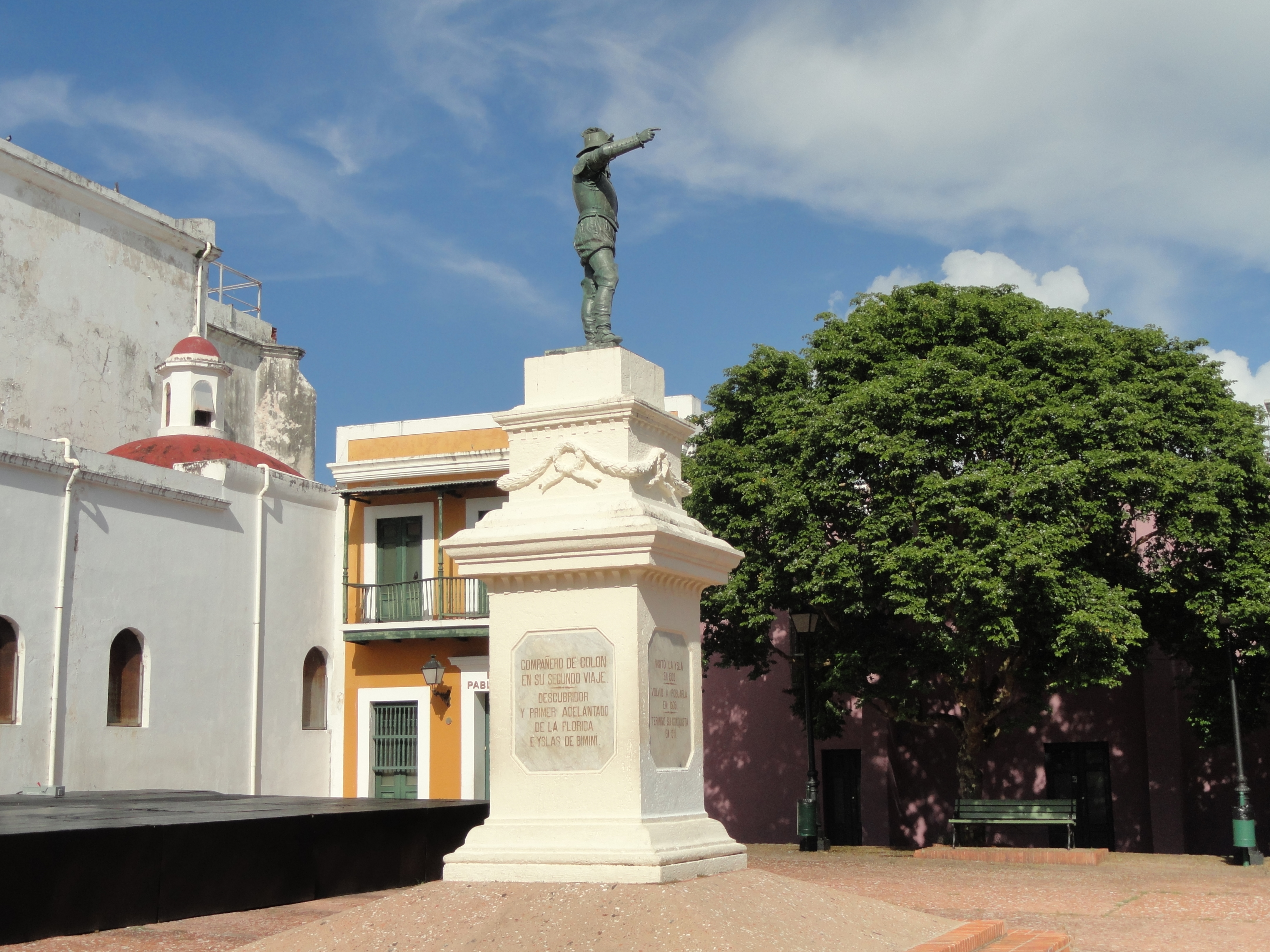
Estatua de Ponce de León en la Plaza de San José

La plaza de San José, antiguamente plaza de Santo Domingo, nombrada en honor al Santo Domingo de Guzmán,  se encuentra adyacente a la  Iglesia San José.
La plaza aparece cartografiado desde los inicios del siglo XVI, y como el resto de las plazas de San Juan, aparece con aspecto campestre hasta el siglo XIX.
Aquí se encuentra la estatua de Ponce de León, fundida con el acero de los cañones ingleses
capturados durante el ataque de Sir Ralph Abercromby en 1797. El dedo de Ponce de León apunta hacia Caparra, el asentamiento original fundado por este en 1508.
La plaza está rodeada de edificios de interés como la Iglesia San José y el Museo Pablo Casals.